# Museo Jacquemart-André

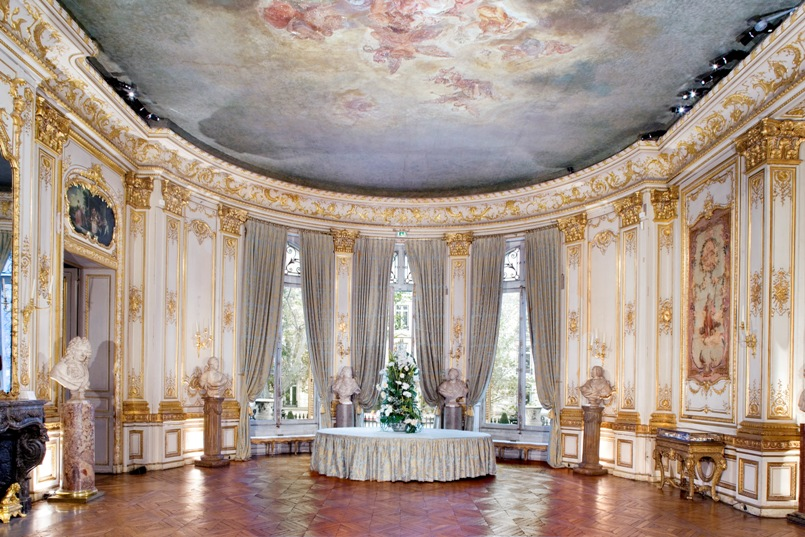
Il salone ovale

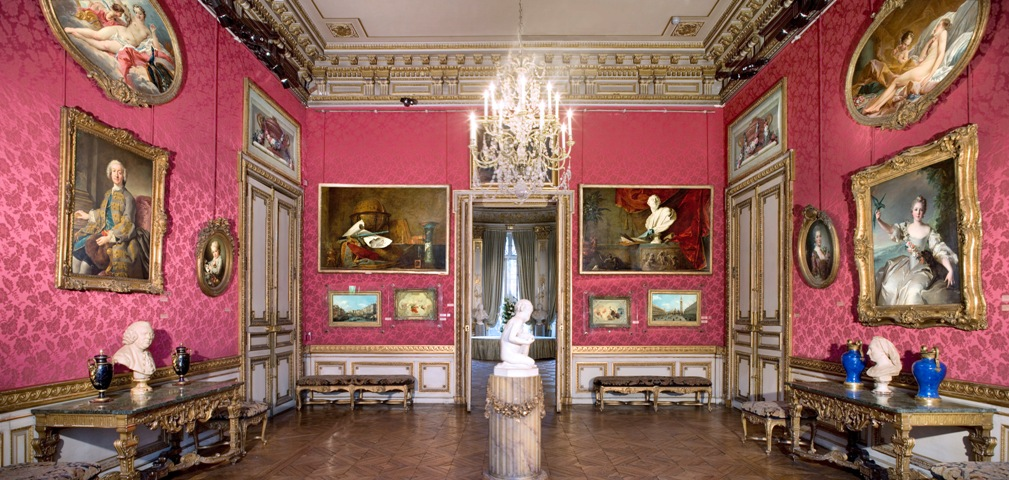
Sala rossa

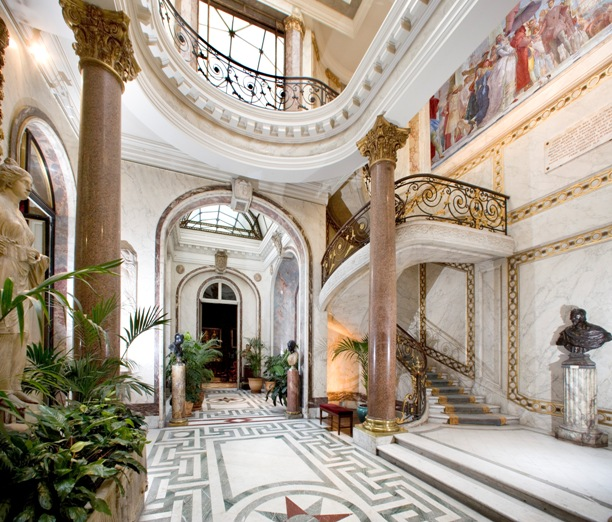
Lo scalone

Il museo Jacquemart-André si trova nel cuore della Parigi haussmaniana, nell'VIII arrondissement, e ospita la collezione d'arte riunita, tra 1864 e 1912, dai coniugi Edouard André e Nélie Jacquemart.

## Storia
L'hôtel particulier (residenza privata) ove ha sede il museo Jacquemart-André fu costruito a partire dal 1869 dall'architetto e decoratore francese Henri Parent su commissione del noto banchiere e deputato Edouard André.
L'edificio, caratterizzato da felici e originali soluzioni architettoniche esterne e interne quali la facciata rialzata rispetto al piano stradale e lo scalone a doppia elica, ospita nella seconda metà del XIX secolo una ricca collezione d'arte (pittura, scultura, arti applicate) che Edouard André, insieme a sua moglie Nélie Jacquemart (pittrice ella stessa), andò raccogliendo attraverso lunghi viaggi in tutta Europa e soprattutto in Italia.
Rimasta vedova nel 1894, Nélie Jacquemart proseguì nell'opera di acquisizione di grandi capolavori artistici in tutta Europa e anche oltre, spingendosi fino in India. Nel 1912, fu Émile Bertaux il primo direttore e alla morte di Nélie Jacquemart, il palazzo con le sue collezioni fu donato per volontà testamentaria all'Institut de France, con il vincolo di trasformarlo in museo e renderlo accessibile al pubblico.

## Le collezioni
Il percorso proposto dalla casa-museo, notevole non soltanto per la spiccata qualità delle opere esposte ma anche per la singolarità delle soluzioni allestite, che riflettono il gusto ottocentesco dei due fondatori, si snoda attraverso due sezioni principali:
- al pian terreno è protagonista l'arte francese dell'Ancien Régime (Coysevox, Lemoine, Houdon, Vigée-Le Brun, Boucher, Chardin, Fragonard, ecc.) cui si affianca la pittura olandese (Rembrandt, Hals, Antoon van Dyck, Jacob van Ruisdael) e la ritrattistica inglese (Gainsborough, Reynolds, ecc.);
- il primo piano è dedicato all'arte italiana del Rinascimento: da Sandro Botticelli a Paolo Uccello, da Carlo Crivelli a Francesco del Cossa, fino alle opere di Andrea Mantegna, di Donatello, di Bernardino Luini e di Alesso Baldovinetti. La più grande collezione d'arte italiana presenti in Francia dopo quella del Louvre, è qui esposta ricreando atmosfere peculiari: i grandi capolavori sono riuniti in un contesto in cui pittura, scultura e arti decorative si fondono con accostamenti inediti fin nei minimi particolari dell'arredo. Sono presenti anche importanti opere di vedutismo veneziano, con opere di Canaletto e di Francesco Guardi.

Infine, tra le superfici dipinte dell'hotel particulier, meritano particolare attenzione gli affreschi settecenteschi di Giambattista Tiepolo provenienti da Villa Contarini-Pisani, nota come Villa dei Leoni, a Mira (Venezia).

## Opere principali
- Carlo Crivelli
  - Santi Ludovico di Tolosa, Girolamo e Pietro, 1493
  - Santi Paolo, Giovanni Crisostomo e Basilio, 1493
- Donatello, Putti reggicandela, 1434-1439 circa
- Andrea Mantegna
  - Madonna col Bambino e i santi Girolamo e Ludovico, 1455 circa
  - Madonna col Bambino, due santi e una santa, 1490-1500 circa
  - Ecce Homo, 1500 circa
- Paolo Uccello, San Giorgio e il drago, 1450 circa
- Giovambattista Tiepolo, Visita di Enrico III alla Villa Contarini, data sconosciuta
- Rembrandt
  - Cena in Emmaus, 1629